# GAI
GAI（1987年3月22日—），本名周延，是中國大陸饒舌歌手。2015年推出个人嘻哈说唱单曲《白日梦想家》，正式进入中国娛樂圈和中國說唱圈。2016年，以本名“周延”参加浙江卫视歌唱选秀节目《中国新歌声》第一季的比赛。2017年参加爱奇艺Hip-Hop音乐选秀节目《中国有嘻哈》比赛，最终與PG ONE获得全国总决赛冠军。随后相继推出《天干物燥》、《火锅底料》等单曲。2018年，作为首发阵容参加湖南卫视原创歌手竞赛真人秀节目《歌手2018》。2018年3月与其女友王斯然领证结婚。2020年7月，加盟《中國新說唱》第三季，擔任製作人之一。

## 早年經歷
GAI，1987年出生于四川省内江市威远县，据说由于小时候留着锅盖头，所以得到绰号“锅盖”，艺名 GAI 即是取自锅盖的“盖”的拼音。GAI 初中时移居内江威远，就读于自强中学，严陵中学。其如今说唱上「社会」的特点，與其转学后的不愉快经验頗有关系。后报名参加解放軍，因未通过体检，就读重庆水利水电职业技术学院供电专业。毕业后的 GAI 参加了歌唱比赛，由此开始辗转于四川各大酒吧驻唱，后前往重庆，在夜店担任 MC，他说：不能养活自己的时候，想办法去养活说唱。并加入了重庆嘻哈说唱厂牌 GO$H 。

## 作品風格
GAI早期的名曲多半是幫派說唱歌曲，如其创作的《超社会》、《苦行僧》、與紅花會「貝貝」合作的《隻手遮天》等，「江湖」成為GAI作品中的一大特色。後逐漸將中國風以及方言特色融入詞曲，因曾長年於夜店駐唱，亦擅長翻唱流行歌曲 ，

## 演藝經歷
2015年，推出个人嘻哈说唱单曲《白日梦想家》，从而正式进入中国內地娱乐圈和中國說唱圈。
2016年3月5日，推出个人嘻哈说唱单曲《W.I.$.H》；同年，以本名“周延”参加浙江卫视歌唱选秀节目《中国新歌声》第一季的比赛，却未受導師青睞。
2017年，他参加愛奇藝Hip-Hop音乐真人选秀網路節目《中国有嘻哈》，并陆续创作出脍炙人口的《火锅底料》、《天干物燥》以及与赵涛合作的《只听自己的歌》等嘻哈单曲，继而逐渐被观众所熟知，后通过与王嘉尔合作的《Papilon》成功进入总决赛。在与熱狗、张震岳、黄旭合作的《凡人歌》中，更是以四句歌词“一往无前虎山行，拨开云雾见光明，梦里花开牡丹亭，幻象成真歌舞升平”，收获不少粉丝。最终GAI與PG ONE並列《中国有嘻哈》第一年总冠军。 
10月，化名為“铁齿铜牙纪先生”参加江苏卫视音乐挑战类真人秀节目《蒙面唱将猜猜猜》第二季的录制，并翻唱了《爱如潮水》等歌曲。 
12月2日，获得2018爱奇艺尖叫之夜年度型格歌手奖。
12月17日，获得“我是头条·今日头条年度盛典”年度新生力量奖。
2018年，湖南衛視原創歌手競賽真人秀節目《歌手2018》亦邀請GAI作為首發歌手出賽，於第一期翻唱《滄海一聲笑》廣受好評，獲該期第三名。却於2018年1月18日確定被退賽。
2018年1月16日，獲得“綠尚·小資風尚盛典”年度風尚唱作歌手獎。
2020年4月，参加愛奇藝《我是唱作人》第二季，GAI作為首發歌手出賽，一共貢獻了九首原創作品，風格眾多，除說唱外，還包括搖滾、抒情。最終聯同張藝興、鄭鈞、艾福傑尼組成的守擂组取得團隊勝利
2020年8月，参加愛奇藝《中国新说唱》第三季，GAI作為「廠牌主理人」（制作人），带领队伍「东风」。同月，与妻子王斯然加盟湖南卫视孕期生活观察类真人秀节目《新生日记第二季》。
2020年10月，参加优酷脱口秀节目《火星情报局第五季》，职位：暂定高级特工。
2020年10月，参加《中国梦之声我们的歌第二季》，获得金声拍档称号（搭档陈小春）。
2021年7月，参加優酷《草莓星球来的人》，擔當常駐安可團
2021年7月，参加愛奇藝《少年说唱企划》，擔任说唱导师团
2021年8月，参加芒果tv《披荆斩棘的哥哥》，最終以第13名成績加入滾燙唱演家族
2021年12月，参加優酷《中国潮音》，於第五、六期担任助演嘉賓
2022年3月，参加浙江衛視《天赐的声音第三季》，擔任半常驻音樂合伙人
2022年6月，參加愛奇藝《中國說唱巔峰對決》，擔任聯盟發起人并获得2022「年度MVP」。
2023年4月，参加浙江衛視《天赐的声音第四季》，擔任常驻音樂合伙人；參加愛奇藝《中國說唱巔峰對決2023》，擔任巅峰赛事组成员。
2024年5月，参加优酷《说唱梦工厂》，担任厂牌经理人。
2025年5月14日，官宣参加湖南卫视．芒果tv 原創歌手競賽真人秀節目《歌手2025》作为首发歌手。

## 公益活動
2017年11月7日，GAI 出席了DOOR&KEY厂牌发布会，并现场将通过参加《中国有嘻哈》取得的人民幣100万元奖金全额捐赠给希望工程，为山区儿童建立音乐教室。 
2020年1月30日，网友通过韩红爱心慈善基金会发布的捐赠名单中，发现 GAI 向新冠肺炎捐赠人民幣20万元。 
2020年2月14日，GAI 於企鹅电竞平台进行慈善直播，并将所有收益全数向新冠肺炎作出捐赠。 
2020年2月28日，GAI 向新冠肺炎捐赠医用消毒液物资。 
2021年7月21日，GAI 捐赠人民幣50万元驰援河南灾区。 

## 个人生活
- 2016年11月，GAI 与比其小8岁的王斯然开始交往[38] 。2018年1月7日，GAI向女友王斯然求婚成功，3月28日，GAI与王斯然领证结婚[39]。
- 2020年6月1日，GAI 在微博发文，官宣妻子王斯然生子的消息，并晒出一家三口的合影 [40]。

## 爭議
GAI曾與红花会PG ONE饒舌歌手「有精彩的音樂互動」。選秀節目中，PG ONE一句“最討厭表裡不一的社會GAI，有意見當面吼”讓GAI非常愤怒，甚至揚言要揍PG ONE，此事引起輿論关注。

## 作品列表

### 專輯
- 2016 - 仁义礼智信（无实体专辑 / 网传台湾版实为Bootleg(盗版) CD）
- 2018 - 光宗耀祖 （台湾福茂唱片CD）
- 2021 - 烻（咕噜文化CD/LP）
- 2022 - 杜康（腾讯音乐娱乐LP）
- 2024 - 底层逻辑（File, AAC, Mixtape/腾讯音乐娱乐LP）

### EP
- 2017 - 增益
- 2023 - 如意

## 演唱会

### 巡回演唱会
| 場次                              | 日期           | 國家/地區 | 城市   | 場館                                 | 備註                                |
| 大GAI如此-周延世界音乐之旅（8场） |                |           |        |                                      |                                     |
| 1                                 | 2018年6月14日  | 臺灣      | 台北   | 台北南港展览馆1馆 四楼云端广场       | 嘉宾：Bigdog王可                    |
| 2                                 | 2018年8月26日  | 香港      | 香港   | 九龙湾国际展贸中心 展贸厅 2          | 嘉宾：布瑞吉                        |
| 3                                 | 2018年10月15日 | 加拿大    | 温哥华 | River Rock Theatre                   |                                     |
| 4                                 | 2018年10月17日 | 加拿大    | 多伦多 | REBEL Toronto                        |                                     |
| 5                                 | 2019年9月21日  | 美国      | 波士顿 | 279 Tremont Street Boston            |                                     |
| 6                                 | 2019年9月22日  | 美国      | 纽约   | Melrose Ballroom                     |                                     |
| 7                                 | 2019年9月27日  | 美国      | 圣荷西 | Pure Nightclub                       |                                     |
| 8                                 | 2019年9月29日  | 美国      | 洛杉矶 | The Mayan                            |                                     |
| 2019“盖·世”巡回演唱会（6场）      |                |           |        |                                      |                                     |
| 1                                 | 2019年7月20日  | 中国大陆  | 上海   | 静安体育中心-体育馆                  |                                     |
| 2                                 | 2019年10月12日 | 中国大陆  | 广州   | 广州体育馆2号馆                      |                                     |
| 3                                 | 2019年11月10日 | 中国大陆  | 南京   | 南京奥体中心体育馆                   |                                     |
| 4                                 | 2019年12月21日 | 中国大陆  | 武汉   | 武汉客厅·中国文化博览中心A馆         | 嘉宾：Vava                          |
| 5                                 | 2019年12月28日 | 中国大陆  | 成都   | 电子科技大学清水河校区体育馆         | 嘉宾：王齐铭、雾都L4WUDU            |
| 6                                 | 2020年1月11日  | 中国大陆  | 长沙   | 长沙国际会展中心E1馆                 | 嘉宾：C-Block（盛宇、刘聪、功夫胖） |
| 2024-2025“GAI进化论”巡回演唱会    |                |           |        |                                      |                                     |
| 1                                 | 2024年8月10日  | 中国大陆  | 重庆   | 重庆国际博览中心（四面台）           | 嘉宾：王源                          |
| 2                                 | 2024年9月21日  | 中国大陆  | 北京   | 国家体育馆（四面台）                 | 嘉宾：王齐铭                        |
| 3                                 | 2024年11月2日  | 中国大陆  | 南京   | 南京青奥体育公园体育馆（四面台）     | 嘉宾：Round 2（早安、贰万）         |
| 4                                 | 2024年11月16日 | 中国大陆  | 广州   | 宝能广州国际体育演艺中心（四面台）   | 嘉宾：陈小春                        |
| 5                                 | 2024年12月14日 | 中国大陆  | 成都   | 东安湖体育公园多功能体育馆（四面台） | 嘉宾：吉克隽逸                      |
| 6                                 | 2025年4月5日   | 中国大陆  | 上海   | 梅赛德斯-奔驰文化中心（四面台）      | 嘉宾：艾热、布瑞吉                  |
| 7                                 | 2025年4月19日  | 中国大陆  | 武汉   | 光谷国际网球中心（四面台）           | 嘉宾：戴佩妮、功夫胖                |
| 8                                 | 2025年6月7日   | 中国大陆  | 深圳   | 深圳大运中心体育馆（四面台）         | 嘉宾：C-Block（盛宇、刘聪、功夫胖） |
| 9                                 | 2025年7月19日  | 中国大陆  | 杭州   | 杭州奥体中心体育馆（四面台）         | 嘉宾：Vava                          |
| 10                                | 2025年8月16日  | 中国大陆  | 郑州   | 郑州奥体中心体育馆（四面台）         | 嘉宾：Ranzer、威尔                  |

### 其他演唱会
| 場次                                                | 日期          | 國家/地區 | 城市     | 場館         | 備註                   |
| 追梦之夜线上演唱会（1场）                           |               |           |          |              |                        |
| 1                                                   | 2020年12月5日 | TME Live  | TME Live | TME Live     | 与Vava、威尔Will.T合作 |
| 2023 种梦音乐D.M.G《Let's Go》全球巡回演唱会（1场） |               |           |          |              |                        |
| 1                                                   | 2023年1月28日 | 泰國      | 曼谷     | Union Hall 2 | 与Vava合作             |